# Typhistes
Typhistes là một chi nhện trong họ Linyphiidae.